# 한인규
한인규(韓仁圭, 1934년 10월 12일 출생 ~ 2019년 11월 1일 사망)은 대한민국 서울대학교 명예교수, 축산학자이다.

## 학력
- 1952~1956 서울대학교 농과대학 축산학 이학사
- 1956∼1958 서울대학교 대학원 동물사양학 농학석사
- 1962∼1965 미국 코넬 대학교 영양학 이학박사

## 주요경력
- 1965∼2000 서울대학교 교수
- 1987∼1991 서울대학교 농과대학 학장
- 1993~1998 세계축산학회(WAAP) 회장
- 2001∼2004 한국과학기술한림원 제3대 원장

## 생애 및 업적
대한민국 동물영양학 및 사료학 창시자. 한국 축산학계를 국제적으로 발전시킴
그는 미국 코넬 대학교에서 영양학으로 이학박사를 받고 한국으로 돌아와 서울대학교의 교수로서 평생을 연구 활동에 매진했다. 한국의 가축 사료의 개발과 보급에 기반이 되는 논문을 670편을 쓴 연구자였고, 서울대학교 농과대학의 연구와 교육 선진화의 기틀을 세운 교육자였다. 한국축산학회를 비롯한 각종 축산 관련 국내외 학회의 회장을 역임하며 한국 축산학을 세계적인 반열에 올려놓았으며, 농학분야에서는 최초로 한국과학기술한림원 원장이 되었다.

### 670편에 달하는 학술논문발표
교수가 된 후 일차적인 목표를 ‘논문을 많이 쓰는 것’으로 삼았다. 코넬 대학교의 지도교수는 한국으로 돌아가는 그에게 “여기서 배운 것은 다 잊어도 좋으나 학자는 계속 논문을 발표하지 않으면 사라지는 것이다”라며 당부했고, 그는 매년 10편 이상의 단독 혹은 공동 논문을 국내외 학술지에 발표했다. 논문 주제는 '한국 가축에 사용되는 사료의 가치 평가'부터 '사료 개발과 생산'까지 대단히 넓은 범위에 걸쳐 있었다. 특히 한국형 사료 성분 및 사양 표준 제정을 위한 기초연구를 지속하면서 그는 한국 동물영양학 및 사료공학의 창시자가 되었다. 그의 연구성과는 국제적인 SCI(과학인용색인)급 학술지에 138편이나 발표될 만큼 양적, 질적으로 모두 높은 평가를 받았다. 수많은 학술적 성과는 “일하기 위해 태어난 학자”라고 기억되었으면 한다는 그의 바람을 후학들에게 새기기에 충분했다.

### 한국의농업교육과 연구제도의 발전
35년간 교육자로 활동했다. 대학의 교재가 변변치 않았던 1960년대부터 교재 집필에 힘을 기울여 단독 50권을 포함하여 무려 113권의 책을 편찬했다. 농과대학의 학장으로 취임해서는 1987년 재단법인 농과대학 연구재단을 창립하고, 1991년에는 대학의 연구 분위기를 쇄신하기 위해 사재를 투입하여 ‘상록농업생명과학연구대상’을 신설했으며, 연구시설의 첨단화를 위해 IBRD 교육차관을 도입해 ‘전국농업과학공동기기센터(NICEM)’를 설치하고 초대 센터장으로 활동했다. 한국 농학을 선진화된 제도 속에서 발전할 수 있도록 기반을 닦았다.

### 한국 축산학계를 국제적으로 발전시킨 리더
국내외 축산 관련 학회의 중추적인 학자로 활동했다. 한국에서는 한국축산학회, 한국영양학회, 한국영양사료학회의 회장을 역임했고, 국제적으로는 아시아태평양축산학회(AAAP)와 세계축산학회(WAAP)의 회장이 되었다. 특히 AAAP의 창립을 주도하고, 1982년 국내 축산학계에서는 처음으로 국제학회인 AAAP학술대회를 서울에서 개최했으며, 1988년 <아시아태평양축산학회지>를 창간하여 초대 편집장을 맡아 해당 학술지를 SCI급 저널로 등재시켰다. WAAP의 회장으로 선출된후, 1998년 WAAP학술대회를 한국에서 유치하는 데 성공하여 한국 축산학계의 국제적 위상을 높였다. 게다가 한국과학기술한림원의 원장으로 취임한 후, 한림원 건물 신축, 중장기발전계획 수립, 국제 한림원과의 교류 등을 추진했다.
평생 연구활동에 열정을 불사르고, 교육자로서 우수한 후학을 대대적으로 양성하며, 나아가 축산학계의 지평을 국제적으로 확장시켰다. 이 업적을 인정받아 2019 과학기술유공자 생명분야에 지정되었다.

## 포상
- 1971 한국과학상 과학기술상(대법원장상) 수상
- 1995 상허대상 학술상
- 2000 대한민국 녹조훈장
- 2016 AAAP 축산과학상 수상

## 참고자료
- 대한민국 과학기술정보통신부 홈페이지  보관됨 2020-09-27 - 웨이백 머신